# 北大青鸟集团

39°59′35″N 116°19′06″E / 39.9931197°N 116.3184401°E

北大青鸟集团标志

北大青鸟集团是北京大学下属的一个大型国有控股高科技企业集团，它成立于1994年11月19日，它由计算机专家、北京大学计算机系的杨芙清院士创办，前身是中国国家支持的“计算机软件重大科技攻关项目”，又稱青鸟工程。至2000年底，北大青鸟集团已经拥有5家上市子公司。其中，北大青鸟环宇科技（港交所：8095）是首家在香港创业板上市的大陆公司。集團的主控股公司為北京北大青鳥軟件。
北大青鸟集团旗下曾經擁有北京天桥北大青鸟科技 （上交所：600657，現更名信達地產）。

## 北大软件中心、公司
北大软件工程国家工程研究中心于1996年在国家支持下成立，依托北京大学。
北京北大软件工程发展有限公司成立于2000年12月，它由863计划“青鸟CASE系统”起家，业务陆续扩展到系统集成、和行业软件和中间件开发。

## 北大青鸟APTECH

北大青鸟APTECH标志

北大青鸟APTECH（全称北京阿博泰克北大青鸟信息技术有限公司），是由北大青鸟集团与印度阿博泰克公司合资的一家IT职业教育公司。它成立于2001年1月，是中国最大的IT培训公司。
中国各地的北大青鸟培训公司均为北大青鸟APTECH许可加盟经营的外包公司。

## 子公司
- 北大青鳥軟件系統
- 北大宇環微電子系統工程
- 北大青鸟环宇科技

## 參股公司
- 博雅软件 (北京北大青鸟国际软件技术)[4][5]